# Регенсбургское епископство
Епископство Регенсбург (нем. Hochstift Regensburg) — одно из суверенных территориальных княжеств Священной Римской империи, образованное в середине XIII века и существовавшее до медиатизации 1803 года, когда епископство было преобразовано в архиепископство.

## История
Епископство основано архиепископом Зальцбурга Святым Бонифацием в 739 году. В XIII веке статус епископства был поднят до имперского с правами суверенного княжества империи.
В начале XVI века епископ Йоханн III уверенно противостоял протестантской Реформации, но уже при его преемнике Панкраце фон Зинценхофене протестантами был разрушен собор. Во второй половине XVI века проповедь иезуитов, основавших в 1589 году колледж в Регенсбурге, изменила ситуацию в пользу католиков. Некоторые приходы вернулся в католицизм в 1614 году. Впоследствии, Тридцатилетняя война причинила большой ущерб епархии. Город подвергся разграблению, а духовенство и епископ репрессиям.
В 1653 году была основана епархиальная семинария.
В 1668 году с епископа Альберта Сигизмунда началась чреда архиереев Регенсбурга из правившей Баварской династии, и длившаяся в течение 95 лет.
В 1803 году при всеобщей медиатизации епископство преобразовано в архиепископство под управлением князя-епископа Карла Теодора Дальберга. В 1810 году территория архиепископства отошла к Баварии.

## Известные епископы
- Святой Вольфганг
- Святой Альберт
- Иосиф Климент Баварский
- Климент Август Баварский

## Князья-епископы
- Зигфрид (1227—1246)
- Альберт I (1247—1260)

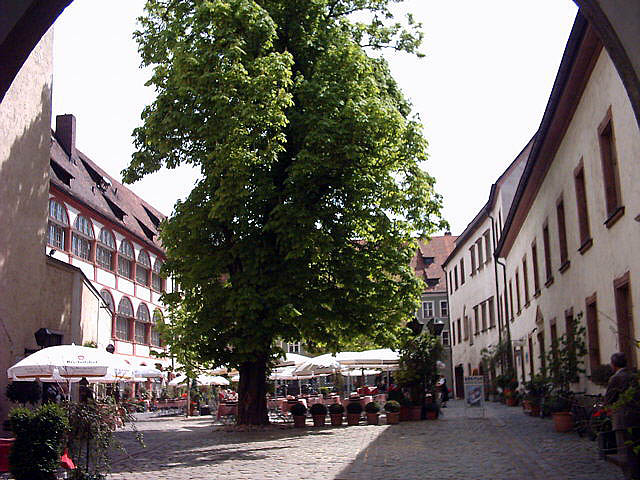
Резиденция регенсбургских епископов

- Святой Альберт (Альберт II Магнус) (1260—1262)
- Лео Тундорфер (1262—1277)
- Генрих II фон Ротенек (1277—1296)
- Конрад V фон Лупург (1296—1313)
- Николай фон Ибс (1313—1340)
- Фридрих фон Цоллен-Нюрнберг (1340—1365)
- Генрих III фон Штейн (1365—1368)
- Конрад VI фон Хаймберг (1368—1381)
- Теодор фон Абенсберг (1381—1383)
- Иоганн I фон Мосбург (1384—1409)
- Альберт III фон Штауф (1409—1421)
- Иоганн II фон Штрайберг (1421—1428)
- Конрад VII фон Зост (1428—1437)
- Фридрих II фон Парсберг (1437—1450)
- Фридрих III фон Планкенфельс (1450—1457)
- Руперт I (1457—1465)
- Генрих IV фон Абсберг (1465—1492)
- Руперт II (1492—1507)
- Иоганн III фон дер Пфальц (1507—1538)
- Панкрац фон Зинценхофен (1538—1548)
- Георг фон Папенхейм (1548—1563)
- Витус фон Фраунберг (1563—1567)
- Давид фон Бургсталль (1567—1579)
- Филипп Баварский (1579—1598)
- Сигизмунд фон Фуггер (1598—1600)
- Вольфганг II фон Хаузен (1600—1613)
- Альберт IV фон Тюринг-Штейн (1613—1649)
- Франц Вильгельм фон Вартенберг (1649—1661)
- Иоганн Георг фон Герберштейн (1662—1663)
- Адам Лоренц фон Тюринг-Штейн (1663—1666)
- Гвидобальд фон Тун (1666—1668)
- Альбрехт Сигизмунд фон Байерн (1668—1685)
- Иосиф Климент Баварский (1685—1716)
- Климент Август I Баварский (1716—1719)
- Иоганн Теодор Баварский (1719—1763)
- Клеменс Венцеслав Саксонский (1763—1769)
- Антон Игнац фон Фуггер-Глётт (1769—1787)
- Максимилиан Прокоп фон Тюринг-Еттенбах (1787—1789)
- Иосиф Конрад фон Шрофенберг (1790—1803)